# Hallo, hier ben ik dan
Hallo, hier ben ik dan is een single van Luk Bral. Het is afkomstig van zijn eerste album Vrije vogel. Bral verlangde als wereldreiziger naar oude tijden, maar zodra hij daar in belandt voelt hij weer de behoefte om weg te gaan (Adieu, daar ga ik dan). Het liedje komt nog regelmatig op de radio (retrozenders) voorbij. Hallo, hier ben ik dan is de enige single van Bral, die de Nederlandse hitparade (alleen Top 40) wist te halen.
De B-kant was Hou toch van mij.

## Lijsten

### Nederlandse Top 40
De plaat stond eerst 5 weken in de tipparade, daarna in de Top40.
| Hitnotering: week 9/1974 t/m 12/1974 | Hitnotering: week 9/1974 t/m 12/1974 | Hitnotering: week 9/1974 t/m 12/1974 | Hitnotering: week 9/1974 t/m 12/1974 | Hitnotering: week 9/1974 t/m 12/1974 | Hitnotering: week 9/1974 t/m 12/1974 |
| Week:                                | 1                                    | 2                                    | 3                                    | 4                                    |                                      |
| ------------------------------------ | ------------------------------------ | ------------------------------------ | ------------------------------------ | ------------------------------------ | ------------------------------------ |
| Positie:                             | 32                                   | 32                                   | 33                                   | 36                                   | uit                                  |

### NederlandseSingle Top 100
Geen notering

### BRT Top 30
| Hitnotering: 23-03-1974 t/m 12-04-1974 | Hitnotering: 23-03-1974 t/m 12-04-1974 | Hitnotering: 23-03-1974 t/m 12-04-1974 | Hitnotering: 23-03-1974 t/m 12-04-1974 | Hitnotering: 23-03-1974 t/m 12-04-1974 | Hitnotering: 23-03-1974 t/m 12-04-1974 |
| Week:                                  | 1                                      | 2                                      | 3                                      |                                        |                                        |
| -------------------------------------- | -------------------------------------- | -------------------------------------- | -------------------------------------- | -------------------------------------- | -------------------------------------- |
| Positie:                               | 29                                     | 29                                     | 23                                     | uit                                    |                                        |